# Amorphochelus minutulus
Amorphochelus minutulus är en skalbaggsart som beskrevs av Marc Lacroix 1997. Amorphochelus minutulus ingår i släktet Amorphochelus och familjen Melolonthidae. Inga underarter finns listade i Catalogue of Life.